# Ásszija Dzsebár
Ásszija Dzsebár (arabul: آسية جبار, francia írásmóddal Assia Djebar) (születési neve: Fatima-Zohra Imalayène) (Sersel, 1936. augusztus 4. – Párizs, 2015. február 6.) algériai írónő, műfordító és filmkészítő. Legtöbb műve az algériai nőkre nehezedő terhekről szól. A feminista nézeteiről is híres Dzsebárt tartják Észak-Afrika egyik legjelentősebb írójának, akit a Francia Akadémia is felvett tagjai sorába 2005. június 16-án, az első olyan Maghrebből származó író, aki megkapta ezt a kitüntető címet.

## Élete
Dzsebár egy Algír melletti kis, tengerparti városban született, Serselben. Abba az általános iskolába járt, ahol édesapja francia nyelvet oktatott. 1955-ben ő volt az első algériai nő, akit felvettek az École normale supérieure de jeunes filles női egyetemre Sèvres-ben, miután sikeresen elvégezte a párizsi Fénelon gimnáziumban a CPGE irodalom szakát. 1957-ben adták ki első regényét „Szomjúság” (La Soif) címmel. Apja miatti félelmében írói álnevet használt az írónő. Az ezt követő évben újabb regényt adott ki, mely a „Türelmetlenek” címet viselte. Még ebben az évben hozzá ment Ahmed Uld-Rúiszhoz, azonban házasságuk válással végződött.
1962-ben jelent meg az „Új világ gyermekei” (Les Enfants du Nouveau Monde), majd 1967-ben a „Naiv pacsirták” (Les Alouettes Naïves) című műve. 1980-ban újra férjhez ment, ezúttal Malek Allula algériai költőhöz, akivel Párizsban élt.
1996 után számos nemzetközi elismerésben részesült, többek között megkapta a neves amerikai irodalmi Neustadt-díjat, majd a Yourcenar-díjat.
Tanított frankofón irodalmat New Yorkban. Több alkalommal jelölést kapott az irodalmi Nobel-díjra. 2006-ban abban a megtiszteltetésben részesült, hogy a Francia Akadémia felvette tagjai közé.

## Művei
- Szomjúság (La Soif), 1957
- Türelmetlenek (Les impatients), 1958
- Új világ gyermekei (Les Enfants du Nouveau Monde), 1962
- Naiv pacsirták (Les Alouettes naïves), 1967
- Vers egy boldog Algériáért (Poème pour une algérie heureuse), 1969
- A hajnal vörös (Rouge l'aube)
- Szerelem, fantázia (L'Amour, la fallosaurus), 1985
- Szultánárnyék (Ombre sultane) 1987
- Messze Medinától (Loin de Médine), 1991
- Tágas a börtön (Vaste est la prison), 1995
- Algéria fehérsége (Le blanc de l'Algérie), 1996
- Algériai nők otthonukban (Femmes d'Alger dans leur appartement), 2002
- Sír nélküli nő (La femme sans sépulture), 2002
- A francia nyelv eltűnése (La disparition de la langue française), 2003
- Nulle part dans la maison de mon père, 2007

### Filmek
- A Chenoua-hegy asszonyainak tivornyája (La Nouba des femmes du Mont Chenoua), 1977
- Zerda, avagy a feledés énekei (La Zerda ou les chants de l'oubli), 1979